# グリーンランドの音楽
グリーンランドの音楽 (グリーンランドのおんがく，Music of Greenland) は、イヌイットとデンマークという二つの主要な音楽の伝統要素が混合し、更に、アメリカ合衆国と英国の音楽が影響して、混ざり合ってできたものである。
最大のレコード・レーベルは、シシミュート Sisimut 発信の ULO で、このレーベルは、マリク・ホーフ Malik Hoegh とカルステン・ソンメル Karsten Sommer が設立したものである。ULO は、スメ Sume のようなグリーンランドのロックバンドや、ラスムス・リュベルト Rasmus Lyberth のようなポップ・ミュージック・シンガー、またヌーク・ポスィー Nuuk Posse のようなヒップ・ホップ・ミュージックのクルーに加えて、イヌイットのフォーク・ミュージック  も発売している。現代グリーンランド音楽の要素は、ジャズ・ミュージシャンであるクリスティアン・ブラック Kristian Blak の音楽中にも使われている。
音楽から見たグリーンランドの特徴は、グリーンランドのドラマーであるハンス・ローゼンベリ Hans Rosenberg の述べるところでは、「音楽的に言って、また文字通りにも、歴然たるロックの国だ」とされる。。デンマーク外務省は、グリーンランドの音楽は、ドラム・ダンスを除いてすべて、外部のスタイルの影響を受けたものだと述べている。

## フォーク・ミュージック
グリーンランドのイヌイットとデンマーク人は共に、それぞれ特徴あるフォーク・ミュージック（民謡）のスタイルを保持して来た。国全体において、フォーク・ミュージックの伝統として「物語朗誦（ストーリーテリング）」が伝わっていたが、1857年の「南グリーンランド印刷出版（South Greenland Printing Press）」の登場の後、この伝統は著しく衰退した。
ヨーロッパとの接触後にも生き残った伝統音楽は、島の東部及び北東部でそのもっとも良質な姿を見ることができる。これには、木製の枠の上に熊の膀胱を張った、楕円形のドラムで演奏される、聖なるドラム・ダンスが含まれる 。ドラム・ダンスは、グリーンランドにおける「唯一真正の土着音楽」であり、近代における「フォーク・リヴァイヴァル（伝統復元）」の一部である。シャーマンたちは、宗教的行事の一環としてドラムを使用し、また時として、争いの決着のため、ライヴァル同士がドラムの演奏で競争し、結果として、聴衆からもっとも笑いを得た側が勝者となる「歌合戦」を主催した。
イヌイットのドラム・ダンスは、伝統として衰退しつつあり、現代のグリーンランドでは、仮面を付け、顔面に塗料を塗り、またその他の手法によって土着音楽の要素を援用する、シラミウト Silamiut のようなアマチュアの舞台グループが、ドラム・ダンスに取って代わりつつある。
「ピセク Piseq 」は、日常生活に関して意見を述べる個人的な歌の様式であり、しばしば世代から世代へと継承されて来た。グリーンランドのイヌイットのフォーク・ソングは、物語を語ったり、ゲームをしたり、他者をからかったり、あるいは魅了させ楽しませる目的で歌われ演奏された。

### イヌイットの音楽
詳細については、イヌイットの音楽（Inuit music） を参照。
グリーンランドのイヌイットは、カナダ領であるユーコン、ヌナブト、そしてノースウェスト準州にまたがって居住している連累の人々と音楽伝統を共有している。加えて、アメリカ合衆国のアラスカ州及び東部ロシアの一部の人々とも伝統を共有している。グリーンランドのイヌイットは、東部北極圏イヌイット・グループに属する。カナダとアラスカの東部北極圏イヌイットは、中部北極圏イヌイットと同様の「音楽文化圏」に属し、西部イヌイットの独特なスタイルとは対照的である。
グリーンランド・イヌイットの音楽は、歌唱とドラム演奏に大きく依拠しており、後者は一般に大きな儀式の挙行やその他の集会専門に使用される。ボーカルによるフォーク音楽が多数存在するにもかかわらず、歌唱や踊りを伴わない、純粋に楽器だけの音楽の伝統はイヌイットには存在しない。グリーンランドのドラムは、大部分が、木製の枠の上に獣皮を張って造り、ドラマーごとに独自の装飾的・象徴的モチーフで飾り付けを行った枠形ドラムである。ドラムに加えて、ホイッスル（笛）、うなり板、そしてブザーが広く流布しており、また、恐らく近年の輸入品である、びやぼん（口琴）とフィドル（フォーク音楽用のバイオリン）の二つの楽器の使用も見られる。

#### ドラム・ダンス
グリーンランドのドラム・ダンス（太鼓踊り）は、東部及び中央カナダで見られる近縁の踊り同様、一人の踊り手を基本とし、彼は、自分が踊るあいだに家族がうたう歌を自身で作詞・作曲する。踊り手は、通常、ドラム・ダンスのような共同体の行事のために建てられる「クァギ qaggi」、つまり「雪の家」のなかで踊る。踊り手である男たちそれぞれのドラム・ダンスの技量は、長く続く踊りにどれだけ彼が耐えられるか、また彼が作った歌の質で評価される。ドラム・ダンスは、グリーンランド・イヌイットの文化的社会的紐帯にとって重要な要素であり、個人の表現として、純粋なエンターテインメントとして、そして社会的裁定の手段として機能する。
多くのドラム・ダンスは本来的に競技であり、「歌従兄弟」と称される二人の踊り手を特徴とし、彼らは相手側の踊りの欠点を指摘しつつユーモラスに歌い踊る。これは一般には、気楽で、宴会気分の行事であるが、しかしまた、時として、対立する一族や個人のあいだの真剣な争いに決着を付けるためにも行われる。踊りにおいて披露する冗談は、予めに準備されており、もっとも大きな笑いを聴衆から引き出した者が勝者と見做される。

#### フォーク・ソングにおけるその他の伝統
多くのイヌイットのフォーク・ゲームは、同様に歌を軸に展開する。綾とりやかくれんぼ、ジャグリングに押韻あそび、そしてなぞなぞなどである。「のどうた（喉歌）katajjaq 」の伝統もよく知られている。これは、互いに対面して立った、二人の女性のあいだで行われる声の競争である。二人は、喉歌を使ったり、動物の鳴き声やその他の音を模倣して歌をうたう。「カタジュジャク（喉歌遊び）」は、しばしば二人の女性が笑い出すことで終わりとなるゲームである。
ドラム・ダンスやゲームの歌に加えて、グリーンランドのイヌイットは「ピセク・ソング piseq（piserk、個人的な歌）」の伝統も持っている。これらの歌は、深い意味や、スピリチュアルな要素、迷信的な内容を持ち、また説話的で、ドラム・ダンス用に作曲されることがある。歌のゲームに加えて、ピセク及びその他のボーカルの伝統は、多数のスタイルやトーン（音調）を含んでおり、これらのスタイルやトーンは、実演での社会的コンテクストに応じて変化する。例えば、ソフトなボーカルの音調は、説話的な歌における人物の性格描写と、プライヴェートな背景を持つ個人の歌の両方で使用される。
多くの歌は、夥しい音語（vocable，意味を持たない、音だけの単語）や、「アイ・ヤ・ヤインガ ai-ya-yainga 」のような、辞書には載っていない音節のあいだに、少数の実在する単語を、撒き散らしたような形で使用する。イヌイットの歌は、ストロフィック（有節）歌であり、大部分が六個の異なるピッチ（音高）を使用する。歌詞や旋律でのモチーフは、節のあいだで共通している。歌は、その単語の長さとアクセント配置で韻律が決まり、レチタティーヴォに似たスタイルを備える。

### ヨーロッパ風音楽
デーン人の到来と共に、ヨーロッパを起源とする新しい楽器や音楽の形式がポピュラーとなった。例えば、フィドルやアコーディオンなどの楽器、キリスト教の讃美歌などである。一方では、モラヴィアの宣教師たちが、バイオリンや金管楽器、そして純粋なインストルメンタル・ミュージック（器楽）を導入した。とはいえ、モラヴィアから輸入されたスタイルで、もっとも影響力の大きかったものは、多声合唱隊（ポリフォニク・クワイア）であった。ここから、「ミク Mik 」のような現代のポピュラーなボーカル・グループが生まれている。
「カラトゥウト Kalattuut 」（dansemik）は、長く持続する形式のイヌイットのポルカであり、この形式でポピュラー・ソングが生み出され、ルイス・アンドレアセン Louis Andreasen のようなアコーディオン演奏の名手が誕生した 。「ヴァイガト vaigat 」と呼ばれる、現代のスタイルもまた存在し、これはカントリー・ミュージックに類似している。

## クラシック音楽
幾人かのヨーロッパのクラシック音楽の作曲家は、ポウル・ロフシング・オルセン Poul Rovsing Olsen やアドリアン・ヴァーノン・フィッシュ Adrian Vernon Fish を含めて、グリーンランド的な主題を彼らの音楽で使っている。現代の作曲家であるマッヅ・ルムホルツ Mads Lumholdt は、またオーケストラ「北方の声 Northern Voices 」のメンバーであり、オーケストラ「 Nowhereland 」やボーカル・バンドである「 No Offence 」のシンガーでもあるが、近年、知名度が上がって来ている。彼の作品である『シャーマン』は、2004年－2005年の「北極星群文化フェスティヴァル Etoiles Polaires Arctic Culture Festival 」で初演されたが、現代的なスタイルとテクノロジーを備える、フュージョンの伝統的グリーンランド音楽によって、「北欧会議 Nordic Council 」の「音楽賞」にノミネートされた。「北欧会議 the Nordic 」は、彼の作品について、「現代の文化言語を通じて、伝統的なグリーンランド文化とのコミュニケーションの可能性を探求している。則ち、一方で、オリジナルの文化伝統に対する敬意を保ちつつ、他方で、伝統をより広範囲な現代の聴衆へと伝えるという形において」と述べている。
グリーンランドの国歌は『 Nunarput utoqqarsuanngoravit 』であり、これは「祖国よ、汝はいと星霜重ねり」の意味である。この歌は1916年以来、公式なものとなっているが、ヨナタン・ペテルセン Jonathan Petersen が作曲し、歌詞はヘンリック・ルンド Henrik Lund による。二人は共にグリーンランド人である。

## ポピュラー音楽
グリーンランドは、20世紀中葉に至るまで、現代の北アメリカ及びヨーロッパのポピュラー音楽から孤立してあった。初期のポピュラー・グループとして、先駆的なローカル・グループの「ヌーク・オリンズ・ジャズ・バンド Nuuk Orleans Jazz Band 」がある。

### ロック
グリーンランドのロックとポップは、1973年に、ULO がロック・バンドである「スメ Sume 」の『スムト Sumut 』をリリースしたとき、本格的に始まった。グリーンランドの総人口のおよそ20パーセントがこの曲を購入した。この曲は、前例のない、グリーンランド語による歌詞をうたい、音楽のなかで伝統的なドラム・ダンスの要素を使うことで、ローカルなロック・シーンを独力でスタートさせた 。シンガーのラスムス・リュベルト Rasmus Lyberth は、シンプルなエンターテインメントを目指して歌うことで、グリーンランドの音楽に変化を与えるもっとも大きな役割を果たした 。その他の注目に価するローカルなパフォーマーとしては、「 G-60 」及びオーレ・クリスティアンセン Ole Kristiansen がいる 。
1980年代には、グリーンランドは、「アールト Aalut 」や「ズィダザ Zidaza 」のような、ジャマイカのレゲエ音楽やアフリカ系アメリカ人のファンクなどに鼓吹された多数のバンドの本拠となった 。現代のグリーンランドは、アシアートで開催される、年次の「ニピア Nipiaa 」ロック・フェスティヴァルにとってホームである 。また、チリー・フライデー Chilly Friday、喉歌シンガーのシルヴィア・ワット＝クルティエ Sylvia Watt-Cloutier 及びカリーナ・モラー Karina Moller のようなパフォーマーたちにも本拠である。
有名な現代ロック・バンドには、「カラート Kalaat 」、「シーシソク Siissisoq 」、「アング Angu 」そして「フィアスィト Fiassuit 」がある。

### ヒップ・ホップ
1984年以降、アメリカのヒップ・ホップ音楽が大きな影響を持ったが、ヒップ・ホップ・クルーである「ヌーク・ポスィー Nuuk Posse 」は、近年において、もっとも成功を収めたグループの一つである 。それ以外のグリーンランドのヒップ・ホップのグループ/アーティストたちも、それ以来、アルバムをリリースしてきた。ラッパーには、「プルシック Prussic 」、「ペアンド-EI Peand-EI 」、「ルカス Lucas 」及び「トンボ Tombo 」などがある。これらのグループのうたう歌詞は、ヌーク・ポスィーの歌詞に較べると、より攻撃的・刺激的であり、グリーンランドの共同体が、その子供たちを見捨てて顧みないとして批判している。

## 注記
1. ↑  Bours, pg. 143
2. 1 2  “Searching for Jazz in Greenland”. All About Jazz. 2006年4月10日閲覧。
3. 1 2 3 4  “Greenland”. Udenrigsministeren (Ministry of Foreign Affairs). 2005年8月26日閲覧。
4. 1 2 3  Bours, pg. 144
5. 1 2 3  Bours, pg. 145
6. 1 2 3  “Greenland:An Overview”. Denmark.dk. 2006年4月1日閲覧。
7. 1 2 3 4 5  Beaudry, pp 374 - 382
8. ↑  “Nominations for the Nordic Council's Music Prize 2006”. Nordic Council. 2006年5月16日閲覧。
9. ↑  “Greenland”. National Anthem Reference Page. 2005年8月26日閲覧。
10. ↑  “Kuujjuaq’s Angava rocks Greenland music fans”. Nunatsiaq News. 2005年8月26日閲覧。